# Ironage-Colner
Ironage-Colner war ein brasilianisches Radsportteam mit Sitz in Americana.
Die Mannschaft nahm 2014 als Continental Team an den UCI Continental Circuits teil. Manager war Juan Miconi, der von den Sportlichen Leitern José Ciriaco und Ana Fanti unterstützt wurde.

## Saison 2015

### Abgänge – Zugänge
| Zugänge | Team 2014 | Abgänge       | Team 2015                   |
| ------- | --------- | ------------- | --------------------------- |
|         |           | João Gaspar   | Team Ecuador                |
|         |           | Daniel Juárez | Forjar Salud-CKT-Monton     |
|         |           | Luiz Amorim   | Osasco-Penks-Maxxis-Calypso |

## Saison 2014

### Erfolge in der UCI America Tour
In den Rennen der Saison 2014 der UCI America Tour gelangen die nachstehenden Erfolge.
| Datum       | Rennen                                                               | Kat. | Fahrer           |
| ----------- | -------------------------------------------------------------------- | ---- | ---------------- |
| 13. Februar | 5. Etappe Tour do Brasil Volta Ciclística de São Paulo-Internacional | 2.2  | João Gaspar      |
| 14. Februar | 6. Etappe Tour do Brasil Volta Ciclística de São Paulo-Internacional | 2.2  | José Rodrigues   |
| 9. April    | 1. Etappe Volta Ciclística Internacional do Rio Grande do Sul        | 2.2  | Cristián Clavero |
| 28. August  | 3. Etappe Tour do Rio                                                | 2.1  | Cristián Clavero |
| 29. August  | 4. Etappe Tour do Rio                                                | 2.1  | José Rodrigues   |

### Mannschaft
| Name                           | Geburtstag        | Nationalität | Team 2013                           |
| ------------------------------ | ----------------- | ------------ | ----------------------------------- |
| Murilo Affonso                 | 19. Juni 1991     | Brasilien    | Clube DataRo de Ciclismo            |
| Luiz Amorim (ab 20. August)    | 29. Juli 1977     | Brasilien    | São Lucas-Giant-Bontrager-Americana |
| Cristián Clavero               | 8. Juli 1982      | Argentinien  | Neoprofi                            |
| João Gaspar (bis 9. April)     | 19. Februar 1992  | Brasilien    | Neoprofi                            |
| Daniel Juárez                  | 14. März 1988     | Argentinien  | Neoprofi                            |
| Edson Ponciano                 | 13. Juni 1991     | Brasilien    | Neoprofi                            |
| José Rodrigues                 | 15. April 1984    | Brasilien    | Iron Age/Colner/Sorocaba/Penks      |
| Bruno da Silva                 | 30. November 1988 | Brasilien    | Neoprofi                            |
| Jean Silva                     | 17. Oktober 1985  | Brasilien    | Neoprofi                            |
| Edgardo Simón                  | 16. Dezember 1974 | Argentinien  | Iron Age/Colner/Sorocaba/Penks      |
| Peterson Tozzi (ab 20. August) | 22. Mai 1993      | Brasilien    | Neoprofi                            |
| Walter Trillini                | 25. Januar 1991   | Argentinien  | Ora Hotels Carrera (2011)           |

## Platzierungen in UCI-Ranglisten
UCI America Tour
| Saison | Mannschaftswertung | Fahrerwertung          |
| ------ | ------------------ | ---------------------- |
| 2014   | 18.                | Cristián Clavero (88.) |